# (10165) 1995 BL2
(10165) 1995 BL2 est un astéroïde Apollon de 0,829 km de diamètre découvert en 1995.

## Description
(10165) 1995 BL2 a été découvert le 31 janvier 1995 à l'observatoire de Kitt Peak, situé dans l'Arizona (États-Unis), par le projet Spacewatch de l’université de l'Arizona.

### Caractéristiques orbitales
L'orbite de cet astéroïde est caractérisée par un demi-grand axe de 1,23 ua, un périhélie de 0,61 ua, une excentricité de 0,50 et une inclinaison de 23,89° par rapport à l'écliptique. Du fait de ces caractéristiques, à savoir un demi-grand axe supérieur à 1 ua et un périhélie inférieur à 1,017 ua, il est classé comme astéroïde Apollon.

### Caractéristiques physiques
(10165) 1995 BL2 a une magnitude absolue (H) de 17,3 et un albédo estimé à 0,372, ce qui permet de calculer un diamètre de 0,829 km. Ces résultats ont été obtenus grâce aux observations du Wide-Field Infrared Survey Explorer (WISE), un télescope spatial américain mis en orbite en 2009 et observant l'ensemble du ciel dans l'infrarouge, et publiés en 2011 dans un article présentant les résultats concernant 6 500 astéroïdes de la ceinture principale et 86 objets géocroiseurs (Near Earth Objects - NEO).